# Habitatge al carrer Sant Antoni, 19 (Sant Feliu de Codines)
L'Habitatge al carrer Sant Antoni, 19 és una obra de Sant Feliu de Codines (Vallès Oriental) inclosa a l'Inventari del Patrimoni Arquitectònic de Catalunya.

## Descripció
Petita casa entre parets mitgeres, coberta a dues vessant carener paral·lel a la façana. Aquesta es de paredat arrebossat. Consta de planta baixa i pis. El portal d'accés és d'arc pla i amb llinda d'una sola peça amb inscripció: "PER LO ANY [una creu] 1796/ MAFESSII IO PERE PERMAÑÉ". Hi ha una finestra amb arc pla i ampit sense treballar. La part dreta de la casa es comunica amb l'anomenat Pont de Sant Antoni.

## Història
Casa corresponen a la xarxa de noves construccions bastides a partir del segle xviii com a resultat de la forta implantació de la pararia que visqué la vila en tot aquest segle.